# Szüdi György
Szüdi György, született Kellner (Újpest, 1909. július 25. – Budapest, 1964. szeptember 1.) költő.

## Életpályája
Kellner Márk kereskedő és Singer Margit (1886–1927) fia. Szüleinek önálló kis kalaposüzlete volt. Édesanyja volt a masamód, édesapja az anyagbeszerző, a küldönc, a kereskedő. Édesanyja egyre súlyosbodó betegsége miatt tönkrementek, az első világháború kirobbanásakor már alkalmazottként dolgoztak az üzletben. Anyja halála után a család felbomlott. Ő nagynénjéhez, Frida nénihez került, aki piaci kofa volt. Frida néni nagyon sokat dolgozott, csipkét, gombot árult az újpesti piacon. Mire a polgárit elvégezte, édesapja is meghalt, így nem tanulhatott tovább, sokáig alkalmi munkákat végzett, míg nem munkát kapott a H.P.S. Szövőgyárban. Itt találkozott a munkásmozgalommal, majd belépett a szakszervezetbe, és bekapcsolódott a sztrájkmozgalomba. Elvesztette állását, feketelistára került. Fiatalkorában Franciaországba került, munkásként dolgozott Párizsban, Marseille-ben, a Riviérán. Párizsban ismerkedett meg a marxizmussal. 1930 körül belépett a Szociáldemokrata Pártba, 1931-ben onnan kilépve belépett a Kommunisták Magyarországi Pártjába. Tevékenysége miatt sokszor volt börtönben.
1930-tól írt verseket. Verseiben a külvárosok világának életét, gondjait mutatta be. A második világháború befejeződése után gazdasági, irodalmi funkciókat viselt, de költészetében megmaradt a külvárosok, a munkások, a gyárak témakörénél. Versei egyszerűek, négysorosak, a népi költészet elemeit viselte.
Felesége Bőhm Zsuzsanna volt, akit 1951-ben Budapesten vett nőül.

## Díjai, elismerései
- József Attila-díj (1951, 1964)
- Szocialista Munkáért Érdemérem (1955)

## Főbb művei
- Kitagadva (1939)
- Három leány. Mese; s. n., (Budapest, 1942)
- Sötét évek után (1947)
- Bányász vagyok (1951)
- A forradalom katonája (1951)
- Megy a traktor (1952)
- A szeleburdi tapsi (1953)
- Tiszta hittel (1954)
- Vitéz László. Mese az örökké fiatal magyar népről; Ifjúsági, (Budapest, 1955)
- Vitéz László (1955)
- Esztendők (1956)
- Szerelmünk – az élet (1958)
- Magunk törvénye (1963)
- Miénk e század (1986)